# Херсонский машиностроительный завод
Херсонский машиностроительный завод (укр. Херсонський машинобудівний завод) — промышленное предприятие в Херсоне.

## История

### 1887 - 1917
История предприятия начинается в 1887 году, когда в Херсоне были созданы чугунолитейные мастерские.
В 1909 году чугунолитейный завод сменил специализацию и был преобразован в завод по производству сельхозмашин и сельхозинструмента.

### 1918 - 1991
В начале 1920х годов завод сельхозмашин И. Гуревича был национализирован и в 1923 году - получил новое название: Херсонский завод сельскохозяйственного машиностроения имени Г. И. Петровского.
После начала индустриализации СССР завод был реконструирован, к 1932 году завод являлся одним из крупнейших промышленных предприятий города (численность рабочих завода составляла около 4 тысяч человек).
К началу Великой Отечественной войны завод освоил производство нефтедвигателей, рядных тракторных сеялок, тракторных борон, хлопкоуборочных машин, в 1934 - 1941 гг. выпускал локомобили и ветряные двигатели. В 1941 году завод был эвакуирован в Челябинск на завод им. Колющенко.
В период немецкой оккупации (19 августа 1941 — 13 марта 1943) завод пострадал и весной 1943 года был разрушен отступавшими немецкими войсками. В 1945 году восстановленный завод дал первую продукцию - локомобили, которые стали основной продукцией предприятия в послевоенные годы (в этой связи завод получил новое наименование: локомобильный завод имени Г. И. Петровского).
Производство локомобилей продолжалось до 1956 года, с 1956 года завод начал выпуск кукурузоуборочных комбайнов "Херсонец" (после чего получил новое название: Херсонский комбайновый завод имени Г. И. Петровского).
С 1965 года завод начал производство техники для мелиорации и орошаемого земледелия, в т.ч. установок ДДА-100М, машин ДФ-120 «Днепр». В 1969 году на предприятии был открыт музей истории завода.
6 января 1971 года завод был награждён орденом Трудового Красного Знамени.
В 1973 году завод начал выпуск кукурузоуборочных комбайнов КОП-1,4, "Херсонец-7" и "Херсонец-7В".
В соответствии с постановлением Совета министров СССР № 74 от 25 января 1974 года в 1974 - 1977 гг. началась реконструкция завода с расширением производственных мощностей.
По результатам деятельности в 1977 году, за достижения в повышении технического уровня и качества выпускаемой продукции завод был награждён дипломом ВЦСПС и Госстандарта СССР.
В 1978 - 1983 годы работы по расширению производственных мощностей были продолжены с целью создания мощностей по производству шестирядных самоходных кукурузоуборочных комбайнов. 5 сентября 1979 года завод начал серийный выпуск самоходных шестирядных кукурузоуборочных агрегатов "Херсонец-200". 
В 1979 году на заводе был начат выпуск приставки ПКП-4 к комбайнам СК-5 «Нива» и СК-6 «Колос» для уборки кукурузы полной спелости (которая обеспечивала обмолот початков на зерно с одновременным сбором и измельчением листостебельной массы).
В 1981 году завод стал головным предприятием производственного объединения "Херсонский комбайновый завод имени Г. И. Петровского".
В 1984 году завод освоил выпуск трёхрядных прицепных агрегатов для уборки кукурузы "Херсонец-9".
По состоянию на начало 1985 года, завод входил в перечень ведущих промышленных предприятий города.
В советское время на балансе завода находились объекты социальной инфраструктуры: стадион "Петровец", пансионат, столовая, несколько общежитий.

### После 1991
1 сентября 1993 года находившееся на балансе завода ПТУ № 1 передали в коммунальную собственность города.
2 марта 1994 года Кабинет министров Украины разрешил приватизацию имущества производственного объединения "Херсонский комбайновый завод". В результате, предприятие было преобразовано в открытое акционерное общество "Херсонские комбайны", 50,08 % акций которого осталось в государственной собственности, а 49,92 % разделили между собой бизнесмены В. М. Пинчук и С. Ю. Харовский.
В августе 1997 года ОАО "Херсонские комбайны" было включено в перечень предприятий, имеющих стратегическое значение для экономики и безопасности Украины. В мае 1998 года была создана лизинговая компания «Украгромашинвест», в уставный фонд которой были переданы государственные пакеты акций 37 сельхозмашиностроительных предприятий Украины (в том числе, государственный пакет Херсонского комбайнового завода в размере 50% акций ОАО «Херсонские комбайны»).
В 1997 году завод изготовил первый комбайн "Славутич". К началу 2001 года завод изготовил свыше 500 комбайнов "Славутич", но в связи с небольшими объёмами производства новой модели стоимость одного выпущенного комбайна составляла около 92 тыс. долларов США, что ограничивало их продажи на внутреннем рынке Украины. К началу июля 2001 года украинские сельхозпредприятия приобрели только две сотни "Славутичей", ещё 190 построенных комбайнов оставались на заводе в связи с отсутствием спроса. К концу 2001 года завод практически полностью остановил производственную деятельность.
В 2003 году завод произвёл продукции на 34 млн. гривен, но к концу 2003 года положение предприятия оставалось тяжёлым.
В 2004 году Харовский стал владельцем 60% акций предприятия. В ответ, В. Пинчук в 2005 году начал действия, направленные на банкротство предприятия. В результате, к концу 2006 года акции и имущество «Херсонских комбайнов» отошли к созданному Пинчуком ООО «Херсонский машиностроительный завод». В 2007 году херсонская прокуратура возбудила уголовное дело в связи с задолженностью завода Пенсионному фонду, после чего Виктор Пинчук уступил половину акций бизнесмену Александру Олейникову. Позднее на этих активах было создано новое предприятие – ООО Научно-производственное предприятие «Херсонский машиностроительный завод».
В ноябре 2006 года ОАО «Херсонские комбайны» провело распродажу части имущества завода.
17 мая 2011 года хозяйственный суд Херсонской области своим постановлением признал ОАО «Херсонские комбайны» банкротом и открыл процедуру его ликвидации, после чего единственным наследником завода имени Г. И. Петровского стало ООО НПП «Херсонский машиностроительный завод».
В ноябре 2012 года 9 заводских общежитий были переданы в коммунальную собственность города. За 2012 год завод выпустил 5 комбайнов.
В начале сентября 2016 года было объявлено о привлечении предприятия к выполнению государственного военного заказа - сообщается, что на заводе начато производство опорных плит к миномётам и до конца 2016 планируется начать выпуск корпусов для бронетранспортёров.
В апреле 2018 года завод начал сборочное производство комбайнов Skif-280 Superior из деталей финских комбайнов "Sampo Rosenlew SR 3085 Superior" компании "Sampo-Rosenlew".